# Dans les steppes de l'Asie centrale
Dans les steppes de l'Asie centrale (en russe В средней Азии / V sredneï Azii, litt. En Asie centrale) est un poème symphonique écrit par Alexandre Borodine sur commande pour le vingt-cinquième anniversaire du règne de l'empereur Alexandre II en 1880. L'œuvre est dédiée à Franz Liszt.

## Historique
Dans les steppes de l'Asie centrale devait être présenté comme l'un des nombreux tableaux vivants pour célébrer l'anniversaire d'argent du règne de l'empereur Alexandre II de Russie, qui avait beaucoup œuvré pour étendre l'Empire russe dans le Caucase, l'Extrême-Orient et l'Asie centrale. La production prévue n'a jamais eu lieu, mais l'œuvre a été un favori des concerts depuis sa première représentation, le 20 avril 1880 (8 avril Ancien calendrier russe) à St. Petersburg par l'orchestre de l'Opéra russe sous la direction de Nikolaï Rimski-Korsakov.
Lorsque Borodine se rendit à Weimar l'année suivante pour rencontrer Franz Liszt, il lui fit entendre le poème ; le musicien hongrois fut tellement impressionné par la composition qu'il voulut en faire une transcription pour piano à quatre mains ; c'est instinctivement que l'auteur dédia l'œuvre à Liszt.

## Introduction
Dans les steppes de l'Asie Centrale est une œuvre musicale descriptive qui nous fait entendre plusieurs éléments extra-musicaux : 
- le son tenu dans l'aigu (le désert)
- les contretemps aux cordes en pizzicato (les pas des chevaux et des chameaux)
- le thème du chant russe (évoquant les soldats russes)
- le thème oriental (évoquant la caravane).

## Composition de l'orchestre
L'orchestre est composé de : deux flûtes, un hautbois, un cor anglais ; deux clarinettes, deux bassons, quatre cors ; deux trompettes, trois trombones ; timbales ; cordes (violons I et II - altos - violoncelles - contrebasses).
Borodine a également transcrit la pièce pour piano à quatre mains en 1882.

## L'histoire

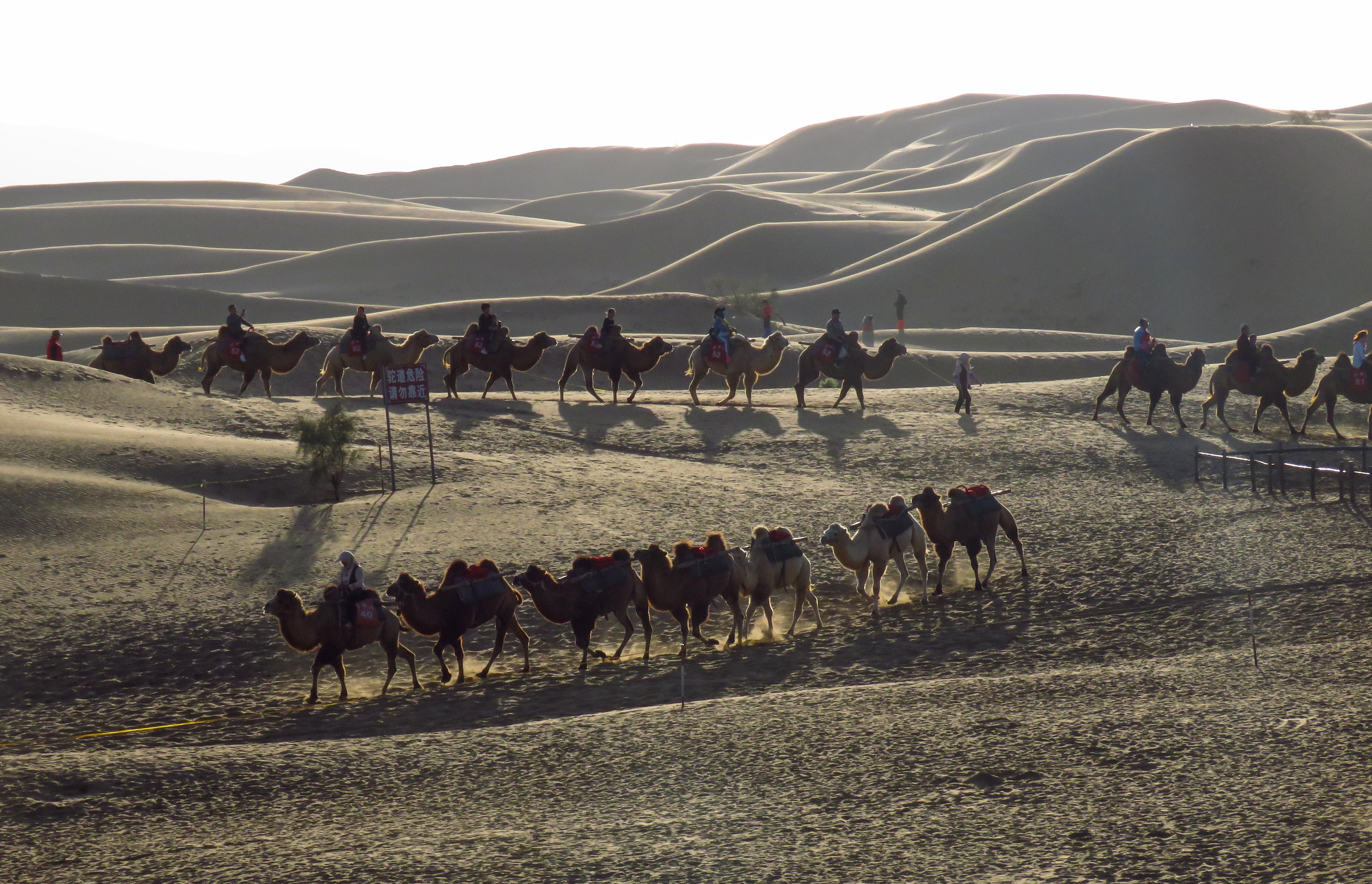

« Dans le silence des steppes sablonneuses de l’Asie centrale retentit le premier refrain d’une chanson paisible russe. On entend aussi les sons mélancoliques des chants de l’Orient ; on entend le pas des chevaux et des chameaux qui s’approchent. Une caravane escortée par des soldats russes, traverse l’immense désert, continue son long voyage sans crainte, s’abandonnant avec confiance à la garde de la force guerrière russe. La caravane s’avance toujours. Les chants des Russes et ceux des indigènes se confondent dans la même harmonie, leurs refrains se font entendre longtemps dans le désert et finissent par se perdre dans le lointain… »

— Notice de programme précédant la partition

## Analyse
Sur une longue note tenue dans l'aigu des violons (évoquant le désert) et la clarinette expose le thème du chant russe. Le cor le reprend plus grave en lui ajoutant le sentiment d'une chose lointaine. Un rythme régulier (évoquant la marche de la caravane en Asie centrale) naît aux cordes (pizzicati) et se maintiendra pendant presque toute l'œuvre. Le second thème, un chant oriental très mélancolique, est joué par le cor anglais. La caravane passe devant nous. Le thème russe présenté aux bois puis aux cors éclate presque brutalement. Enfin, les deux mélodies se superposent. Le diminuendo reprend des fragments du thème russe qui retentit une dernière fois à la flûte sur une note tenue aiguë, comme au début du morceau.
Dans les steppes de l'Asie centrale est donc une œuvre du XIXe siècle descriptive. Le courant artistique de l'époque était le romantisme.
L'exécution de la pièce dure environ dix minutes.

## Thèmes
Le thème oriental a été utilisé en 1953 pour The Sands of Time, la première chanson de la comédie musicale de Broadway, Kismet (en).